# Eremocoris plebejus
Eremocoris plebejus är en insektsart som först beskrevs av Carl Fredrik Fallén 1807.  Eremocoris plebejus ingår i släktet Eremocoris, och familjen fröskinnbaggar. Arten är reproducerande i Sverige.